# Euphorbia norfolkiana
Euphorbia norfolkiana är en törelväxtart som beskrevs av Pierre Edmond Boissier. Euphorbia norfolkiana ingår i släktet törlar, och familjen törelväxter.
Artens utbredningsområde är Norfolkön. Inga underarter finns listade i Catalogue of Life.